# It's Not Right but It's Okay
It's Not Right but It's Okay is een nummer van de Amerikaanse zangeres Whitney Houston uit 1999. Het is de tweede single van haar vierde studioalbum My Love Is Your Love.
"It's Not Right but It's Okay" gaat over een vrouw die haar echtgenoot confronteert met zijn ontrouw. In het grootste gedeelte van het nummer lijkt de vrouw de ontrouw van haar man te accepteren, maar aan het eind zet ze haar man op straat. Het nummer leverde Houston een wereldwijde hit op. In de Amerikaanse Billboard Hot 100 bereikte het de 4e plaats. Ook in de Nederlandse Top 40 was het succesvol; daar haalde het de 10e positie, terwijl het in de Vlaamse Ultratop 50 een bescheiden 40e positie behaalde.